# Xató
Le xató est une sauce à base d'amandes et de miettes de pain grillé, de vinaigre, d'ail, d'huile, de poivrons, de piment de Cayenne, de sel et de poivre, typique de la région du Garraf et Penedès sur la côte catalane. Elle peut avoir aussi d'autres ingrédients comme le thon. Cette sauce accompagne une salade verte avec des anchois, du thon et de la morue.

## Origine
L'origine du xató se trouve dans le monde du vin. Une fois que le vin était prêt à être bu, il fallait aixetonar (« mettre un robinet à la barrique »), une cérémonie très importante lors du processus. Ce moment marque le début de la fête du vin nouveau, une célébration accompagnée par une collation composée d'ingrédients salés, tels que les poissons élevés dans les maisons des agriculteurs, des feuilles servies avec des légumes de la saison d'hiver et de la salade avec une sauce spéciale, le xató. Ce rituel alimentaire, qui accompagne la cérémonie d'ouvrir la barrique de vin, est la source de la sauce xató actuelle.

## Création
Il s'agit un plat traditionnel dans la région du Penedès et du Garraf et sa paternité est contestée. Actuellement, presque toutes les populations de la Grande Penedès (Sitges, Vilafranca, Vilanova et el Vendrell) ont au moins une variante propre pour ce plat. De cette région sont issues les xatonades traditionnelles populaires, qui sont des réunions où les participants goûtent ce plat.

### Préparation

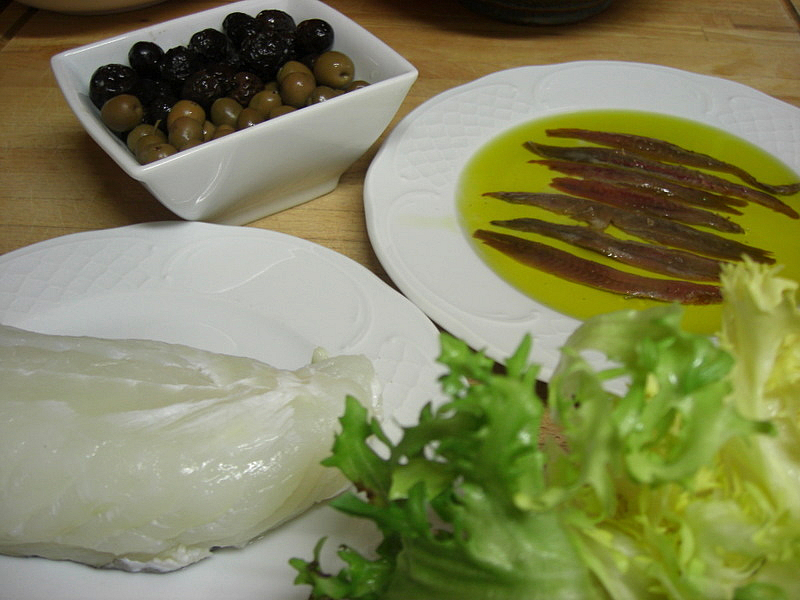
Des ingrédients du xató.

Ingrédients pour la salade
- 1 scarole
- 100 g de morue dessalée
- 100 g de thon à l'huile
- 6 anchois
- 50 g d'olives vertes
- 50 g d'olives noires

Ingrédients pour la sauce
- 15 amandes
- 15 noisettes
- 1 ñora
- 3 tomates
- huile d'olive
- vinaigre